# Lilja (förnamn)
Lilja är ett svenskt namn, som används både som för- och efternamn. Som förnamn är det ett kvinnonamn, som efternamn har det också använts som soldatnamn. Namnet bars som förnamn den 31 december 2014 av 1089 kvinnor bosatta i Sverige. Av dessa hade 563 kvinnor namnet som tilltalsnamn (egentligen första förnamn), 4 män hade det som mellannamn. 
I den finlandssvenska namnsdagslängden har Lilja namnsdag 20 maj sedan 2015.
- Lilja Brik (1891–1978), rysk umgängesvän av framstående personer
- Lilja Gudmundsdottir (1955–), en isländsk före detta friidrottare
- Lilija Sjobuchova (född 1977), rysk löpare